# بندر الشمری
بندر الشمری (انگلیسی: Bandar Al-Shammari؛ زادهٔ ۶ دسامبر ۱۹۶۹) بازیکن هندبال اهل کویت بود.